# 高瀬荘太郎
高瀬 荘太郎（たかせ そうたろう、旧字体：高瀨 莊太郞、1892年3月9日 - 1966年9月4日）は、日本の会計学者、政治家。正三位勲一等瑞宝章。

## 経歴

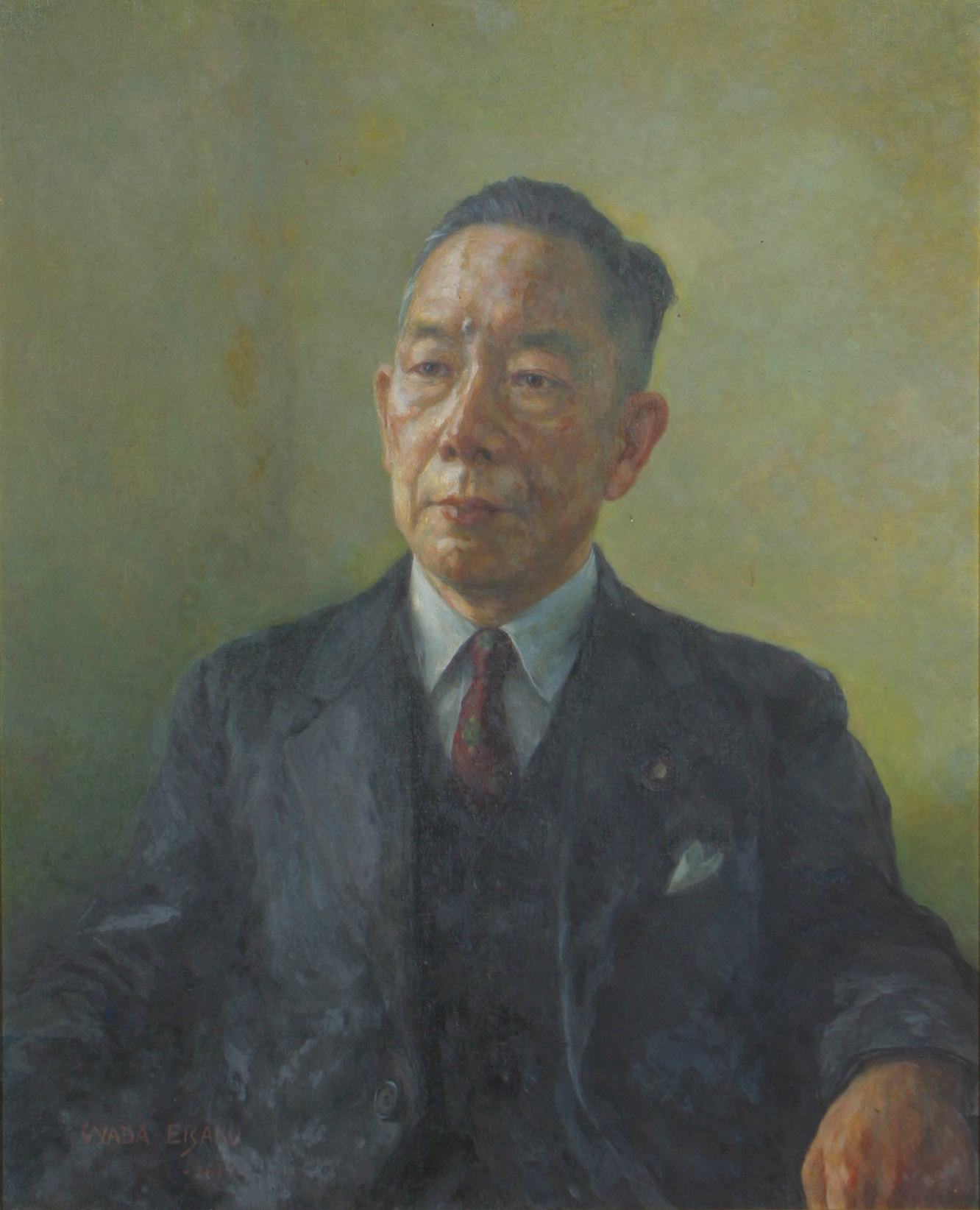
高瀬荘太郎の肖像画（和田英作筆）

1892年、静岡県富士宮市生まれ。1909年早稲田実業学校卒、1916年東京高等商業学校（現一橋大学）専攻部銀行科を卒業した。1933年、商学博士（東京商科大学）。在学中は佐野善作門下として研鑽を積んだ。
1916年東京高等商業学校講師、1917年同助教授、1920年東京商科大学（現・一橋大学）附属商学専門部教授、1924年東京商科大学助教授、1927年東京商科大学教授。
1940年急逝した上田貞次郎の後を継ぎ東京商科大学学長及び東亜経済研究所長就任。しかし日本の降伏後、復員して第二次世界大戦で荒廃したキャンパスを目の当たりにした学生たちから学長退任要求が出るようになり、1946年に退任。東京商科大学名誉教授。
1947年、経済安定本部総務長官兼物価庁長官に就任。第1回参議院議員通常選挙に当選し、参議院議員として初の国務大臣となった。
1949年文部大臣、同年日本経営学会理事長、1950年に通産大臣、同年高千穂商科大学（現高千穂大学）理事、1951年日本信販社長、一橋大学名誉教授、1952年郵政大臣、1956年全国経理教育協会名誉会長、1959年第3代日本経営管理協会会長。1960年から1966年まで成蹊学園総長。日本経営学会理事長、日本教育書道連盟会長等も務めた。

## 家族・親族
- 妻は台湾銀行副頭取や東洋海上保険（現日新火災海上保険）社長等を歴任した下坂藤太郎の娘。
- 子は歌人の高瀬一誌。

## 門下
教え子に松本雅男・中山素平・石河英夫・渡邊進・片野一郎・西川義朗等がいる。